# Benedetto Cao
Benedetto Cao (zm. w 1087) – włoski kardynał.
Pochodził z Cagliari, a jego ojciec miał na imię Anastazy. Został mianowany kardynałem prezbiterem Santa Prassede prawdopodobnie przez papieża Grzegorza VII. Za jego pontyfikatu dokonał renowacji swojego kościoła tytularnego. Po wyborze antypapieża Klemensa III w 1080 pozostał wierny Grzegorzowi VII. Według inskrypcji w kościele Santa Prassede zmarł w 1087.